# Mauro Macario

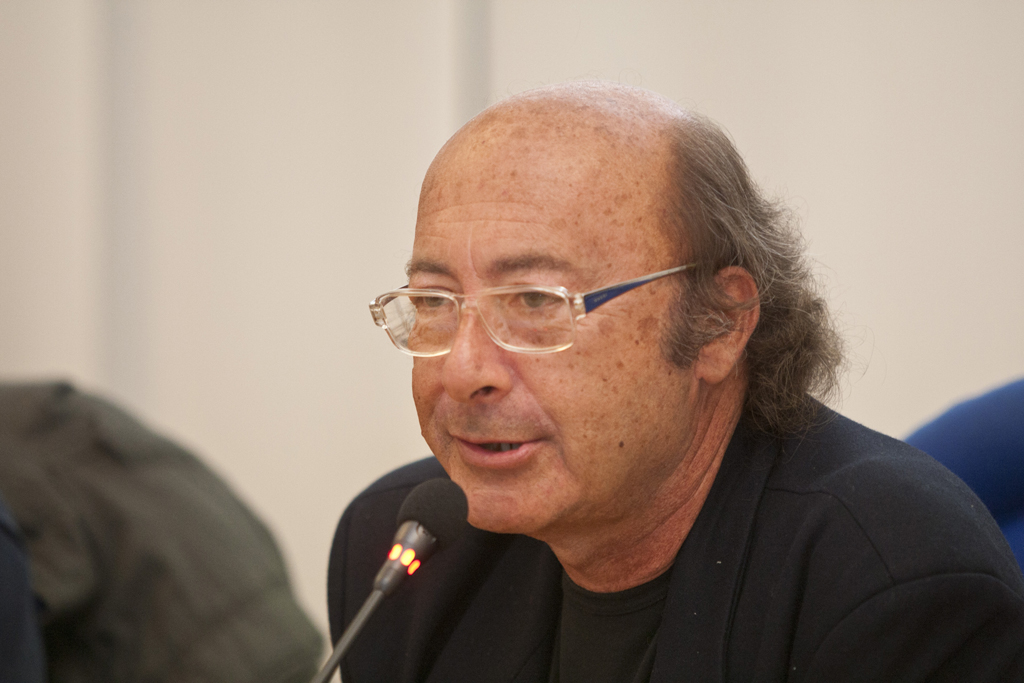
Mauro Macario (2010)

Mauro Macario (* 21. Februar 1947 in Santa Margherita Ligure) ist ein italienischer Regisseur und Künstler.

## Leben
Macario ist der Sohn des Schauspielers Erminio und war zwischen 1969 und 1971 als Regieassistent bei Bruno Corbucci für sieben Filme tätig. 1975 inszenierte er seinen einzigen Film, Perché si uccidono über die Krise eines mit Drogen konfrontierten jungen Mannes aus gutem Hause, den er nach eigenem Drehbuch inszenierte. Er kam in nur begrenzter Stückzahl zur Aufführung; Macario wandte sich der Theaterarbeit zu, wofür er auch schrieb (Licenza di ridere ist seinem Vater gewidmet). Daneben veröffentlichte er eine Monografie über seine Eltern. Für die RAI war er vor allem für Musikformate verantwortlich. 1980 veröffentlichte er das Musikalbum Amoropolis und zwischen 1990 und 1994 drei Bände mit Gedichten.

## Filmografie
- 1975: Perché si uccidono

## Veröffentlichungen (Auswahl)
- 1980: Amoropolis (Durium, ms AI 77409) (Musikalbum)
- 1994: Raccolta: Il destino di essere altrove, Campanotto Editore ISBN 88-456-0504-3 (Gedichtbände)
- 1998: Macario, un comico caduto dalla luna, Baldini Castoldi Dalai, ISBN 88-8089-527-3 (Monografie)